# إدي بيرن (لاعب كرة قدم)
إدي بيرن (بالإنجليزية: Eddie Byrne)‏ (31 أكتوبر 1951 في جمهورية أيرلندا - ) هو لاعب كرة قدم أيرلندي في مركز الهجوم. لعب مع نادي بوهيميان ونادي شامروك روفرز ونادي شيلبورن ولونغفورد تاون ‏ وفيلادلفيا فيوري ‏ وBluebell United F.C. ‏ ونادي لوبيك ‏ وأثلون تاون ‏ وفيلادلفيا فيوُري ‏.

## وصلات خارجية
- إدي بيرن على موقع قاعدة بيانات كرة القدم.إي يو (الإنجليزية)